# Metsätalo
Le bâtiment de la forêt (en finnois : Metsätalo, suédois : Forsthuset) est un bâtiment du quartier Kluuvi à Helsinki en Finlande.

## Description
Le bâtiment conçu par Jussi Paatela dans le Style Empire est construit en 1939 entre les rues Unioninkatu et Fabianinkatu.
Le bâtiment fait partie du Campus de l'Université d'Helsinki.
Ses premiers occupants  furent l'Institut finlandais de recherche forestière (Unioninkatu 40 A) et les départements de foresterie de l'Université d'Helsinki (Unioninkatu 40 B ja C), qui lui ont donné son nom. 
En 2001, les scientifiques forestiers déménagent pour le Viikin tiedepuisto. 
En 2008, les activités de recherche forestière sont regroupés dans le quartier Jokiniemi de Vantaa
Depuis 2021, l'Institut Aleksanteri est installé dans le Metsätalo.